# Terminator Salvation (datorspel)
Terminator Salvation är ett datorspel, utvecklat av Grin och publicerat av Equity games och Evolved Games. Spelet släpptes den 19 maj 2009 samtidigt som lanseringen av filmen Terminator Salvation.

## Gameplay
Spelet är en så kallad tredjepersonsskjutare, och spelaren måste ta hand om en trupp soldater i strid. Det finns en liten arsenal i spelet, man kan endast förse sig med M4-gevär, raketgevär, hagelgevär, granatkastare och tunga automatvapen samt olika sorters granater. Det finns också så kallade fordonssektioner. Spelet tar omkring fyra timmar att utföra och har inga extra funktioner, förutom att ändra svårighetsgrader.

## Handling
Spelet handlar om kriget mellan människor och maskiner. John Connor skildrar på äldre dars förberedanden för framtida slag, men börjar förlora förhoppningen på grund av stora humana förluster.

## Utveckling
Ett flerspelarläge var tänkt att vara med i spelet, men idén ströks på grund av tidsbrist.

### Fotnoter
1. ↑  Mikael Sundberg (21 maj 2009). ”Terminator Salvation”. Gamereactor Sverige. https://www.gamereactor.se/recensioner/17782/Terminator+Salvation/. Läst 6 oktober 2017.